# Junk (песня Пола Маккартни)
«Junk» (с англ. — «Рухлядь») — песня, написанная в 1968 году Полом Маккартни во время его пребывания (вместе с другими участниками группы «Битлз») в Индии. Несмотря на то, что группа рассматривала возможность записи этой песни для «Белого альбома», в итоге песня была впервые опубликована на дебютном сольном альбоме Маккартни в 1970 году.

## История песни
Песня была написана в 1968 году во время пребывания «Битлз» в Индии. Кроме окончательного названия, использовались также рабочие названия «Jubilee» и «Junk in the Yard». Демоверсия этой песни была записана в мае 1968 года в доме у Харрисона в Эшере. Эта демоверсия в 1970-х годах стала широко распространённой на бутлегах (чаще всего она имеет продолжительность 2:38), однако официально была выпущена лишь в 1996 году в составе альбома-сборника Anthology 3 (данная версия имеет продолжительность 2:25). Несмотря на то, что возможность включения данной песни в альбом The Beatles рассматривалась, студийная работа над ней не проводилась. Во время студийной работы над альбомом Get Back 9 января 1969 года эта песня наигрывалась участниками группы, однако, кроме 16-секундного фрагмента с пением на пародийном французском языке, ничего не вышло.
Пол Маккартни записал свою версию песни в феврале 1970 года у себя дома в Лондоне на четырёхдорожечный магнитофон; при этом он сам исполнил партии двух акустических гитар и бас-гитары, записав два дубля. Первый дубль был использован для композиции «Singalong Junk» (смотри ниже), тогда как второй стал основой для песни «Junk». Позднее в студии «Морган» (Morgan Studios) к этим дублям были дописаны партии ударных и ксилофона; был также дописан гармонический вокал в исполнении Линды Маккартни. В данном виде песня была выпущена в составе дебютного сольного альбома Маккартни в 1970 году.
Кроме того, песня (вместе с «Another Day», «Oh Woman, Oh Why» и «Valentine Day») вошла в мини-альбом, вышедший только в Мексике в 1972 году. Маккартни вместе со своими музыкантами исполнил эту песню вживую на передаче «MTV Unplugged» 25 января 1991 года; данная версия была чисто инструментальной, что роднит её с композицией «Singalong Junk» (смотри ниже), однако в описании альбома Unplugged (The Official Bootleg) (1991 год), где она стала заключительным треком, она обозначена именно как «Junk». Версия с альбома McCartney была включена в компиляционный альбом Wingspan: Hits and History (2001 год). Кроме этого, оркестровая версия песни вошла в альбом Working Classical (1999 год). Маккартни также исполнил эту песню вживую 3 ноября 2006 года в составе композиции «Ghost Suite» на концерте в Альберт-холле.
Песня «Junk» звучит в эпизоде «I Don’t Want to Do This Without You» из третьего сезона сериала «Родители».

### Singalong Junk
«Singalong Junk» — инструментальная версия песни «Junk», впервые опубликованная на том же альбоме McCartney. Основой для этой композиции послужил первый дубль домашней записи песни «Junk» (смотри выше), к которому позднее были дозаписаны партии ударных, меллотрона и фортепиано. Инструментальная композиция несколько длиннее, чем песня «Junk».
В передаче «MTV Unplugged» 25 января 1991 года Маккартни вместе со своими музыкантами исполнил эту композицию вживую, однако в описании альбома Unplugged (The Official Bootleg) (1991 год), созданного на основе записей из той передачи, данный фрагмент обозначен как «Junk».
Композиция «Singalong Junk» звучит в фильмах «Отбой» и «Джерри Магуайер».

## Кавер-версии
- Кавер-версия песни «Junk» в исполнении Джона Денвера вошла в его альбом Poems, Prayers & Promises (1971 год).
- Версия в исполнении Силлы Блэк звучит на её шестом сольном альбоме Images (1971 год), спродюсированном Джорджем Мартином.
- В 2014 году свою кавер-версию песни записал Джефф Линн. Эта версия вошла в трибьют-альбом The Art Of McCartney.